# كارلوس كاراسكو (لاعب كرة قاعدة)
كارلوس كاراسكو (بالإسبانية: Carlos Carrasco)‏ هو لاعب كرة قاعدة فنزويلي، ولد في 21 مارس 1987 في باركيسيميتو في فنزويلا.

## وصلات خارجية
- كارلوس كاراسكو على موقع دوري كرة القاعدة الرئيسي (الإنجليزية)
- كارلوس كاراسكو على موقعبيزبول رفرنس.كوم (الدوري الرئيسي) (الإنجليزية)
- كارلوس كاراسكو على موقعبيزبول رفرنس.كوم (الدوري الثانوي) (الإنجليزية)
- كارلوس كاراسكو على موقع إي إس بي إن.كوم (أم.أل.بي) (الإنجليزية)
- كارلوس كاراسكو على موقع مشجعي الرسوم البيانية (الإنجليزية)